# Härkijärvi
Härkijärvi är en sjö i Finland. Den ligger i Orivesi stad i landskapet Birkaland, i den södra delen av landet, 170 km norr om huvudstaden Helsingfors. Härkijärvi ligger 156 meter över havet. Arean är 5,4 hektar och strandlinjen är 1,26 kilometer lång. Sjön  ingår i Kumo älvs huvudavrinningsområde.   I omgivningarna runt Härkijärvi växer i huvudsak blandskog.